# Pavel Cebanu
Pavel Cebanu (* 28. března 1955) je bývalý moldavský fotbalista, který hrál jako záložník. Celou svou kariéru strávil v moldavském týmu Zimbru Kišiněv. Dlouhá léta byl jeho kapitánem klubu, odehrál za něj 372 zápasů, ve kterých vstřelil 46 gólů.
22 let byl prezidentem Moldavské fotbalové federace, v letech 1997–2019, jeho nástupcem se stal Leonid Oleinicenco.
Byl vybrán do seznamu UEFA Jubilee 52 Golden Players.